# Лужки (Яворівський район)
Лужки́ — село в Україні, у Яворівському районі Львівської області. Населення становить 78 осіб. Орган місцевого самоврядування — Яворівська міська рада.

## Населення

### Мова
Розподіл населення за рідною мовою за даними перепису 2001 року:
| Мова       | Кількість | Відсоток |
| ---------- | --------- | -------- |
| українська | 76        | 97.44%   |
| російська  | 2         | 2.56%    |
| Усього     | 78        | 100%     |